# اونجو
پادشاه اونجو (کره‌ای: 온조왕)، (سلطنت ۱۸ ق. م ~ ۲۸ میلادی) فرزند دوم بانو سوسانو و بنیانگذار بکجه، یکی از سه پادشاهی کره بود. به گفته سامگوک ساگی او خانواده سلطنتی بکجه را بنیان گذاشت.

## اصل و نسب
«سامگوک ساگی» اونجو را به عنوان پسر پادشاه دونگ‌میونگ ثبت کرده است و همچنین نوشته است: «در یک نظریه گفته می‌شود که او پسر اوته بوبویو است». «سامگوک یوسا» از تاریخ کره‌ای نقل می‌کند و اونجو را به عنوان سومین پسر پادشاه دونگ‌میونگ ثبت می‌کند و بیشتر کتاب‌های تاریخی از جمله «دونگ‌گوگ تونگ‌گام» نیز اونجو را به عنوان پسر پادشاه دیونگ‌میونگ ثبت کرده‌اند.
سال تولد اونجو ناشناخته است زیرا هیچ گزارشی در دست نیست، اما از آنجایی که او یک برادر ناتنی به نام پادشاه یوریمیونگ و یک برادر تنی به نام بیریو دارد، می‌توان حدس زد که او حداقل در سال ۳۶ قبل از میلاد به دنیا آمده است.
اگر فرض شود که اونجو پسر اوته باشد، تخمین سال تولد او دشوارتر می‌شود. با توجه به این واقعیت که مادر اونجو، سوسانو، هشت سال از پادشاه دونگ‌میونگ بزرگتر بود، رکورد در سامگوک ساگی مبنی بر ازدواج مجدد سوسانو با جومونگ تا حدودی متقاعد کننده است.

## بنیانگذاری و گسترش بکجه
دونگ‌میونگ سه پسر داشت: یوری، بیریو و اونجو. هنگامی که یوری، که از همسر قبلی دونگ‌میونگ در دونگ بویو به دنیا آمد، به گوگوریو آمد و وارث تاج و تخت شد، بیریو و اونجو به جنوب رفتند تا پادشاهی‌های خود را تأسیس کنند.
بر اساس سامگوک یوسا، بیریو پادشاهی خود را در میچوهول(هانگول:미추홀؛ هانجا:彌鄒忽) تأسیس کرد، اما پادشاهی او چندان دوام نیاورد. مردم بیریو پس از مرگ بیریو به سیپجه پیوستند و اونجو آن را به بکجه تغییر نام داد. پس از آن، پایتخت شهر بکجه از هابوک به ویریه‌سونگ به سمت جنوب منتقل شد، زیرا مالگال در شمال و لیوندانگ در شرق قرار داشتند.هر دو پایتخت با سرزمین‌هایی در سئول فعلی مطابقت دارند. در سال ۱۳ قبل از میلاد و ۸ قبل از میلاد، قبایل مالگال از شمال حمله کردند و هر دو بار، اونجو مستقیماً ارتش خود را رهبری کرد و بر مهاجمان پیروز شد. در سال ۵ قبل از میلاد، اونجو پایتخت را به مکان قابل دفاع‌تری در جنوب رودخانه هان منتقل کرد و نام آن را هانام ویریه‌سونگ تغییر داد، و پیام‌آوری را نزد پادشاه کنفدراسیون ماهان فرستاد و از اقدام اخیر به او اطلاع داد.
در این زمان، اونجو از قبل برنامه‌هایی برای فتح ماهان و جین‌هان داشت. در سال ۷ میلادی، او پیشتر ارتش خود را برای جنگ آماده می‌کرد و سرانجام در سال ۸ میلادی حمله کرد. در سال ۸ میلادی، او مخفیانه لشکریان خود را به آن سوی مرز برد و فریب داد که می‌خواهد در جنگل‌ها شکار کند. به زودی تمام ماهان به جز دو قلعه فتح شد. شهروندان دو قلعه آخر ماهان تسلیم اونجو شدند و مورد رحمت قرار گرفتند. پادشاه ماهان اما خودکشی کرد و نامه ای برای اونجو گذاشت و از او خواست مردم ماهان را با مهربانی و رحمت بپذیرد. اونجو به آخرین درخواست پادشاه ماهان احترام گذاشت و افرادش را به داخل برد.
با این حال طبق یک مطالعه اخیر، بکجه پس از اواسط قرن سوم، موکجی ماهان را فتح کرد. در واقع فرض بر این است که مقاله‌ای است که برای بنیانگذار دربارهٔ وقایع نسل‌های بعدی نوشته شده است.
بکجه بسیار گسترش یافته بود و هر سال چندین قلعه ساخته می‌شد. صلح به مدت ۸ سال ادامه داشت تا اینکه در سال ۱۶ میلادی یک ژنرال سابق ماهان شورش کرد. اونجو به‌طور مستقیم یک ارتش ۵٫۰۰۰ نفری را رهبری کرد و شورش را با موفقیت نابود کرد. به زودی پس از این، قبایل مالگال دوباره در سال ۲۲ میلادی حمله کردند، اما یک بار دیگر توسط اونجو و ارتشش شکست خوردند.

## مرگ و جانشین
اونجو بنا به علل طبیعی در سال ۲۸ بعد از میلاد و در خلال چهل و ششمین سال سلطنتش فوت نمود. فرزند ارشد وی یعنی پادشاه دارو جایگزین وی شد. اونجو پایه‌های یک سلسلهٔ قدرتمند را پایه‌گذاری کرد که توانست به مدت ۶۷۸ سال دوام آورده و ۳۱ پادشاه را به خود ببیند.

## خانواده
- پدر: اوته نوه نامشروع پادشاه بویو شمالی، هه بورو
- ناپدری: دونگ‌میونگ (جومونگ)
  - برادر ناتنی: یوریمیونگ
- مادر: سوسانو
  - برادر: بیریو
  - ملکه: نام نامعلوم
    - پسر اول: دومین پادشاه بکجه، پادشاه دارو - پیش از اینکه پادشاه شود او به عنوان بویو دارو شناخته می‌شد.
    - پسر دوم: نام نامشخص
    - سومین پسر: بویو دوکجوا که در ساکیو شوبان ثبت شده است بخش شینسن شوجیروکو به عنوان اجداد چندین قبیله و او را به یکی از اولین افرادی از بکجه تبدیل کرد که در ژاپن ساکن شد.

## تصویر سازی مدرن
- به تصویر کشیده شده توسط کیم سوک در سال ۲۰۰۶ ام‌بی‌سی سریال تلویزیونی جومونگ.
- توسط کیم جویونگ در سریال تلویزیونی ۲۰۱۰~۱۱ کی‌بی‌اس پادشاه افسانه به تصویر کشیده شد.
- به تصویر کشیده شده توسط چو چی‌هون در سال ۲۰۱۷ کی‌بی‌اس سریال تلویزیونی «تواریخ کره.»
- به تصویر کشیده شده توسط نام کی‌هون در سال ۲۰۲۳ سریال تلویزیونی مقدر شده با تو